# Juan Ponce Enrile
Juan Ponce Enrile (Gonzaga, 14 februari 1924) is een politicus in de Filipijnen. 
Enrile was in het verleden een bondgenoot en vertrouweling van Ferdinand Marcos en bekleedde enkele ministersposten tijdens diens bewind. Na de verkiezingen van 1986 keerde hij zich echter tegen Marcos en was hij een van de hoofdrolspelers van de EDSA-revolutie die een eind aan het bewind van Marcos maakte. 
Ook in de post-Marcos periode speelde hij decennialang een belangrijke rol in de Filipijnse politiek. Hij werd viermaal gekozen als senator in het Filipijnse Senaat. De eerste periode was van 1987 tot 1992, de tweede van 1995 tot 2001, de derde maal van 2004 tot 2010 en bij de verkiezingen van 2010 werd hij op 86-jarige leeftijd voor de vierde keer gekozen als senator. Van 2008 tot 2013 was Enrile bovendien president van de Filipijnse Senaat. 
Van 1992 tot 1995, tussen zijn eerste en twee periode als Filipijnse senator, was Enrile lid van het Filipijns Huis van Afgevaardigden. Halverwege zijn tweede termijn in de Senaat stelde hij zich bij de verkiezingen van 1998 kandidaat voor het presidentschap. Hierbij eindigde hij als achtste, ver achter winnaar Joseph Estrada. In 2016 eindigde zijn laatste termijn als senator. Hij stelde zich bij de verkiezingen van 2016 niet opnieuw verkiesbaar voor een politiek ambt.

## Vroege levensloop en carrière
Enrile werd geboren in Gonzaga in de noordelijke Filipijnse provincie Cagayan als buitenechtelijk kind van regionaal politicus en advocaat Alfonso Ponce Enrile en Petra Furaggan, een dochter van een arme visser. De eerste jaren van zijn leven ging hij door het leven als Juanito Furaggan, totdat in zijn tienerjaren een hereniging met zijn vader volgde. Nadat hij in 1949 cum laude afstudeerde met een Associate Degree aan de Ateneo de Manila University, studeerde hij rechten aan de University of the Philippines. Ook deze bachelor-opleiding rondde hij in 1953 cum laude af. In hetzelfde jaar slaagde Enrile, met de op tien na beste score van zijn jaar, voor het toelatingsexamen voor de Filipijnse balie. Aansluitend studeerde hij rechten aan Harvard Law School in de Verenigde Staten, waar hij in 1955 een Masters-diploma internationaal belastingrecht behaalde. Na zijn terugkeer in de Filipijnen in 1955 doceerde Enrile rechten aan de Far Eastern University en werkte hij jarenlang als advocaat in het advocatenkantoor van zijn vader.

## Vertrouweling van Marcos

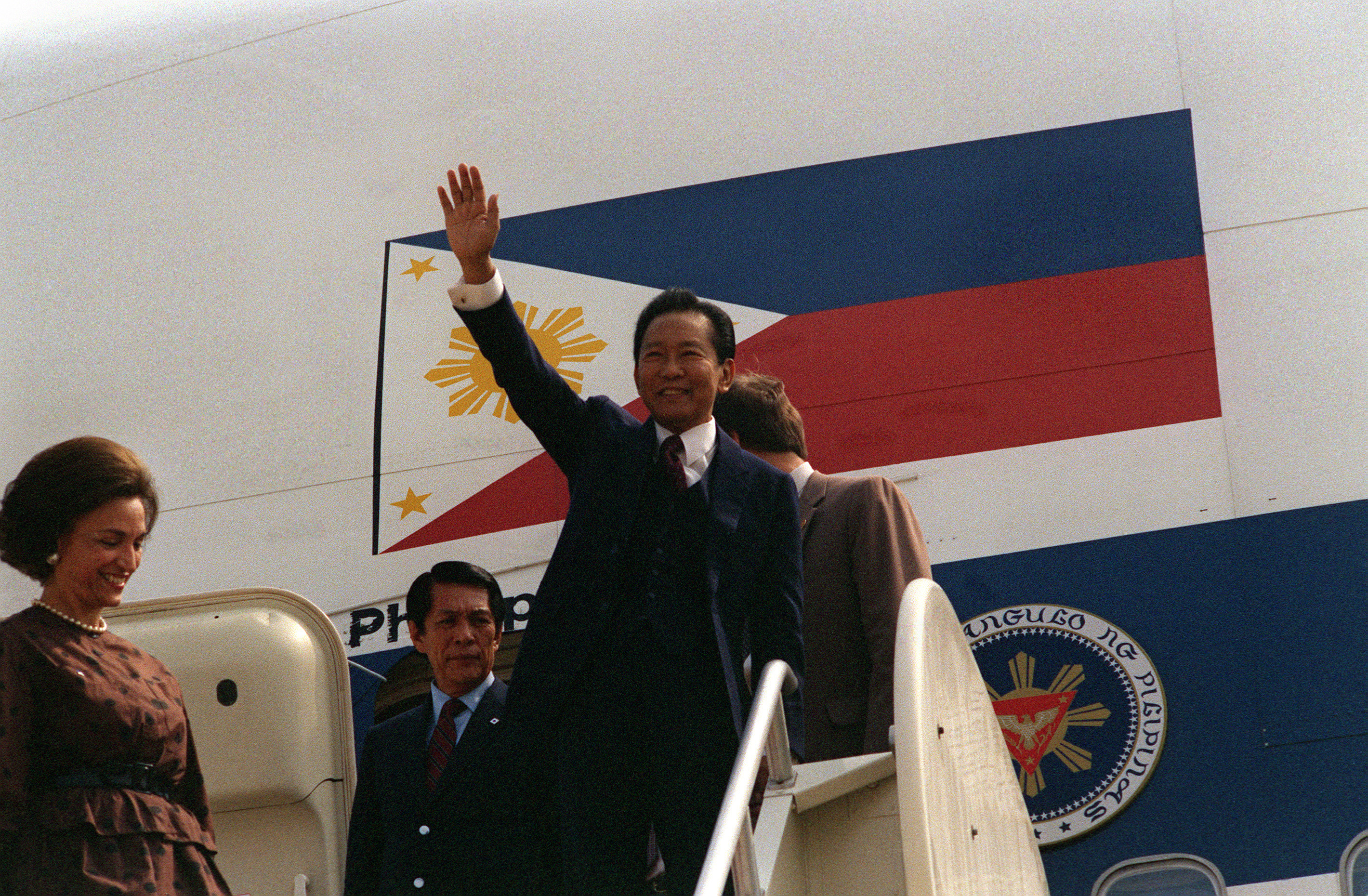
Enrile als minister van defensie achter Marcos bij aankomst in de VS (mei 1983)

In 1964 stopte hij met zijn werk als advocaat en werd persoonlijk juridisch adviseur van toenmalige senaatsleider Ferdinand Marcos. Na diens verkiezing tot president van de Filipijnen een jaar later, werd Enrile een van zijn vertrouwelingen. Van 1966 tot 1968 was hij onderminister van Financiën. Tegelijkertijd werd hij bovendien benoemd tot waarnemend Insurance Commissioner en tot Commissioner van het Bureau of Customs. In 1968 werd hij benoemd tot Minister van Justitie. Twee jaar later volgde een benoeming tot Minister van Defensie. Twee jaar later nam het bewind van president Ferdinand Marcos dictatoriale vormen aan toen hij in 1972 de staat van beleg uitriep. Directe aanleiding voor het uitroepen van de staat van beleg was een vermeende bomaanslag op de auto van Enrile. Later zou Enrile toegeven dat de betreffende aanslag in scène was gezet. Als minister van Defensie zat Enrile de National Security Council. In die hoedanigheid had hij veel invloed op het beleid van Marcos. In 1978 werd Enrile tevens gekozen als lid van de Batasang Pambansa namens de regio Cagayan Valley. De Batasang Pambansa was het in 1976 door Marcos ingestelde en gecontroleerde Filipijnse parlement, als vervanging van het in 1972 afgeschafte Filipijns Congres.

## Een hoofdrol in de EDSA-revolutie
Na de moord op oppositieleider Ninoy Aquino in 1983, werd de positie van president Marcos langzaamaan zwakker. Enrile zocht hierop toenadering tot dissidenten in het leger. In februari 1986 bedachten officieren uit deze Reform the Armed Forces Movement (RAM) met steun van Enrile een plan om het bewind van Marcos omver te werpen. Marcos kwam er echter voortijdig achter en de samenzweerders zochten hun toevlucht in twee militaire kampen langs de EDSA. Vandaar uit riepen Enrile en Fidel Ramos, zijn belangrijkste militaire medestander, op hun opstand te steunen. Een oproep van kardinaal Jaime Lachica Sin op de katholieke radiozender Veritas bracht honderdduizenden mensen op de been om te protesteren tegen Marcos. Ze vormden een menselijk schild op de EDSA voor de posities van de opstandige militairen als bescherming tegen de regeringstroepen onder leiding van generaal Fabian Ver. Later zou de opstand dan ook de geschiedenis ingaan als EDSA-revolutie. Enrile bracht ondertussen details naar buiten over fraude bij de recente verkiezingen van 1986. Daarnaast maakte hij bekend dat de aanslag op hemzelf, die door Marcos was aangegrepen om een staat van beleg uit te roepen, in scène was gezet. Marcos durfde het niet aan om de opstandelingen met geweld aan te pakken en uiteindelijk vluchtte hij op 25 februari na forse Amerikaanse druk, met zijn gezin het land uit. Corazon Aquino, weduwe van de vermoorde Ninoy Aquino en tegenkandidaat bij de kort daarvoor gehouden presidentsverkiezingen werd daarop ingezworen als nieuwe president. Enrile was samen met Ramos een van de helden van de EDSA-revolutie, maar door sommigen werd getwijfeld aan de redenen voor hun deelname. Er is wel beweerd dat de twee betrokken waren geweest bij de moord op Aquino en dat ze de coup tegen Marcos gepland hadden om niet samen met de president beschuldigd te worden.

## Conflicten met Aquino
Onder de nieuwe president werd Enrile aangesteld als minister van defensie. Na toenemende meningsverschillen werd hij echter in november 1986 door haar gedwongen om ontslag te nemen. In de verkiezingen van 1987 was hij een van de twee oppositiekandidaten, die gekozen werden in de Senaat. De andere winnaar namens de oppositie was toekomstig president Joseph Estrada. In augustus 1987 werd een coup gepleegd tegen Aquino. De coup mislukte, maar vernietigde wel het hoofdkwartier van de Filipijnse strijdkrachten in Camp Aquinaldo in Quezon City. Enrile werd gearresteerd op verdenking van betrokkenheid bij de planning van deze coup samen met Gregorio Honasan. Na enkele dagen werd hij echter weer vrijgelaten bij gebrek aan bewijs.

## Afgevaardigde, senator en presidentskandidaat
De nieuwe Filipijnse Grondwet van 1987 voorzag in een Filipijns Senaat waarbij voor de helft van de 24 beschikbare Senaatszetels elke drie jaar verkiezingen gehouden zouden worden. Zodoende wordt een senator met een termijn van zes jaar gekozen. De overgangsregeling voor de eerste verkiezingen na de invoering van de grondwet hield in dat de kandidaten die bij de eerste 12 eindigden een termijn van zes jaar zouden krijgen en de 12 kandidaten daarna een termijn van drie jaar. Aangezien Enrile voorzag dat hij niet bij de eerste twaalf zou eindigen stelde hij zich bij de verkiezingen van 1992 verkiesbaar voor het Filipijns Huis van Afgevaardigden. Hij won deze verkiezingen als afgevaardigde voor het eerste kiesdistrict van Cagayan. Na drie jaar won hij bij de verkiezingen van 1995 een Senaatszetel als onafhankelijk kandidaat. Weer drie jaar later deed Enrile een poging om bij de verkiezingen van 1998 als onafhankelijk kandidaat gekozen te worden als president van de Filipijnen. Deze verkiezingen verloor hij echter van toenmalig vicepresident Joseph Estrada.

## EDSA II
Enrile was op 13 januari 2001 een van de senatoren die tegen het openen van een enveloppe met bewijs tegen president Estrada stemden. Deze tegenstem leidde uiteindelijk tot een tweede opstand van het volk, die wel EDSA-II genoemd wordt, waarna President Estrada het veld moest ruimen. Enrile moest zich in mei van dat jaar verantwoorden voor een bestorming van het Malacañang Palace door pro-Estrada eenheden. Hij werd echter na een dag weer vrijgelaten. Tijdens de verkiezingen van 2001 werd Enrile als gevolg van de nasleep van deze affaire niet herkozen als senator.

## Verkiezingen van 2004
Bij de verkiezingen van 2004 stelde Juan Ponce Enrile zich voor de derde maal verkiesbaar als senator namens de Koalisyon ng Nagkakaisang Pilipino (KNP). Dankzij zijn grote populariteit naar aanleiding van zijn inzet voor het verlagen van de energierekeningen van consumenten werd Enrile op 80-jarige leeftijd als een van de weinige mensen in de geschiedenis van de Filipijnen voor een derde (niet opeenvolgende) termijn in de Filipijnse Senaat gekozen. Hoewel Enrile verbonden is met de oppositiepartij Puwersa ng Masang Pilipino (PMP) is hij in de praktijk een onafhankelijk senator en onderdeel van het regeringsblok.